# 细叶鳞始蕨
细叶鳞始蕨（学名：Lindsaea kawabatae）为鳞始蕨科鳞始蕨属下的一个种。